# Syria Files
Syria Files är en serie av över 2,4 miljoner e-postmeddelanden av syriska personer som WikiLeaks fått tag på. Syria Files består av över 2,4 miljoner e-postmeddelanden från över 680 syriska politiker, ministerium och relaterade företag, skickade mellan augusti 2006 och mars 2012. Materialet började publiceras 2012. Inledningsvis samarbetade WikiLeaks med sju publikationer i publiceringen av e-postmeddelandena: Al Akhbar (Libanon), Al Masry Al Youm (Egypten), ARD (Tyskland), The Associated Press (USA), L'Espresso (Italien), Owni (Frankrike) och Publico.es (Spanien).